# Mironić
Mironić (cyr. Миронић) – wieś w Serbii, w okręgu szumadijskim, w mieście Kragujevac. W 2011 roku liczyła 86 mieszkańców.